# Hattem
Hattem – miasto we wschodniej Holandii, w prowincji Geldria. Według danych szacunkowych na rok 2007 liczy 11 636 mieszkańców.

## Miasta partnerskie
- Püspökladány